# Carl Georg Curtius

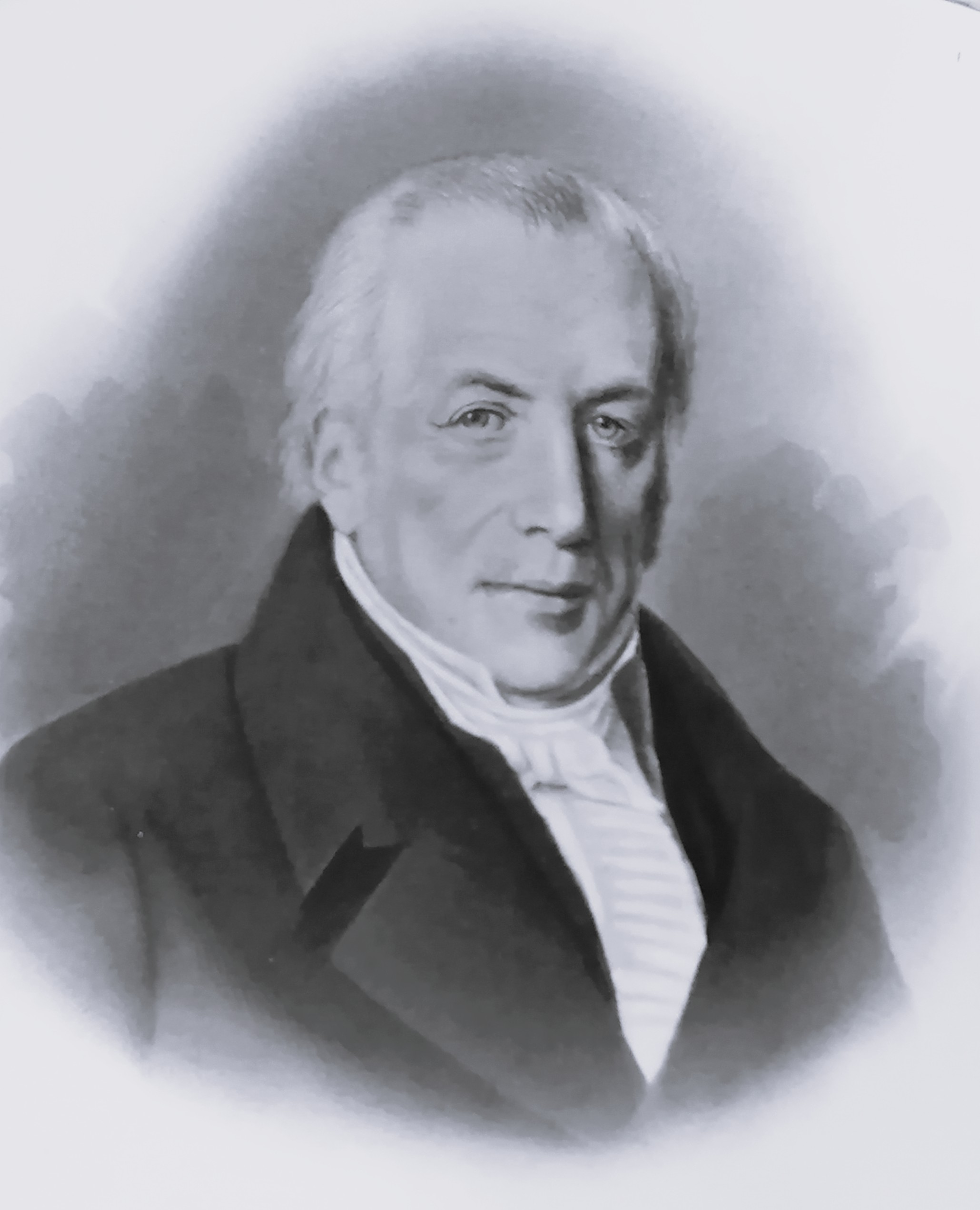
Carl Georg Curtius

Carl Georg Curtius (* 7. März 1771 in Lübeck; † 4. Oktober 1857 ebenda) war ein deutscher Syndikus des Rates der Hansestadt Lübeck.

## Werdegang
Curtius war der Sohn des in Narwa gebürtigen Mediziners Carl Werner Curtius (1736–1796) und seiner Ehefrau Anne Catherine Krohn, Tochter des Lübecker Syndikus Hermann Georg Krohn. Nach dem Besuch des Katharineums zu Lübeck studierte Carl Georg Curtius Rechtswissenschaften an der Universität Jena, wo er als herausragender Fechter und Sprecher der Studentenschaft hervortrat. 1794 kehrte er in seine Heimatstadt zurück und wurde zunächst Rechtsanwalt. 1798 wurde Curtius zunächst Niedergerichtsaktuar und 1801 als Nachfolger des verstorbenen Hermann Adolph Wilcken zweiter Syndicus der Hansestadt Lübeck. 1802 wurde er als Nachfolger von Carl Henrich Dreyer erster Stadtsyndikus in Lübeck. Mit der Unterbrechung der Lübecker Franzosenzeit übte er dieses Amt sein Leben lang, also über 50 Jahre aus. Während der letzten Zeit der französischen Besetzung 1813 war er Mitglied des Hanseatischen Direktoriums, einer Art Exilregierung der drei Hansestädte mit dem Sitz in Stralsund. Für dieses Engagement wurde 1928 eine Straße in Hamburg-Hamm nach Curtius benannt.
Curtius war zuständig für die Angelegenheiten des hanseatischen Stalhofs in London, das beiderstädtische Amt Bergedorf, aber auch das Archiv der Hansestadt Lübeck. Dem Obergericht gehörte er als Beisitzer an und wurde entsprechend für den Senat auch in der Bildung des neuen Oberappellationsgerichts der vier Freien Städte tätig. Curtius setzte sich national wie international für die Selbstständigkeit und Unabhängigkeit des lübschen Stadtstaates ein und vertrat diesen entsprechen auf zahlreichen internationalen Konferenzen und als Gesandter im Frankfurter Bundestag. In Kirchenfragen interessiert und versiert, betrieb Curtius die Anerkennung der Reformierten Gemeinde in Lübeck und wirkte an der Neugestaltung der Kirchenverfassung der Lutherischen Staatskirche in Lübeck mit. Einer Trennung von Kirche und Staat, wie vom Geistlichen Ministerium gefordert, trat er entgegen.

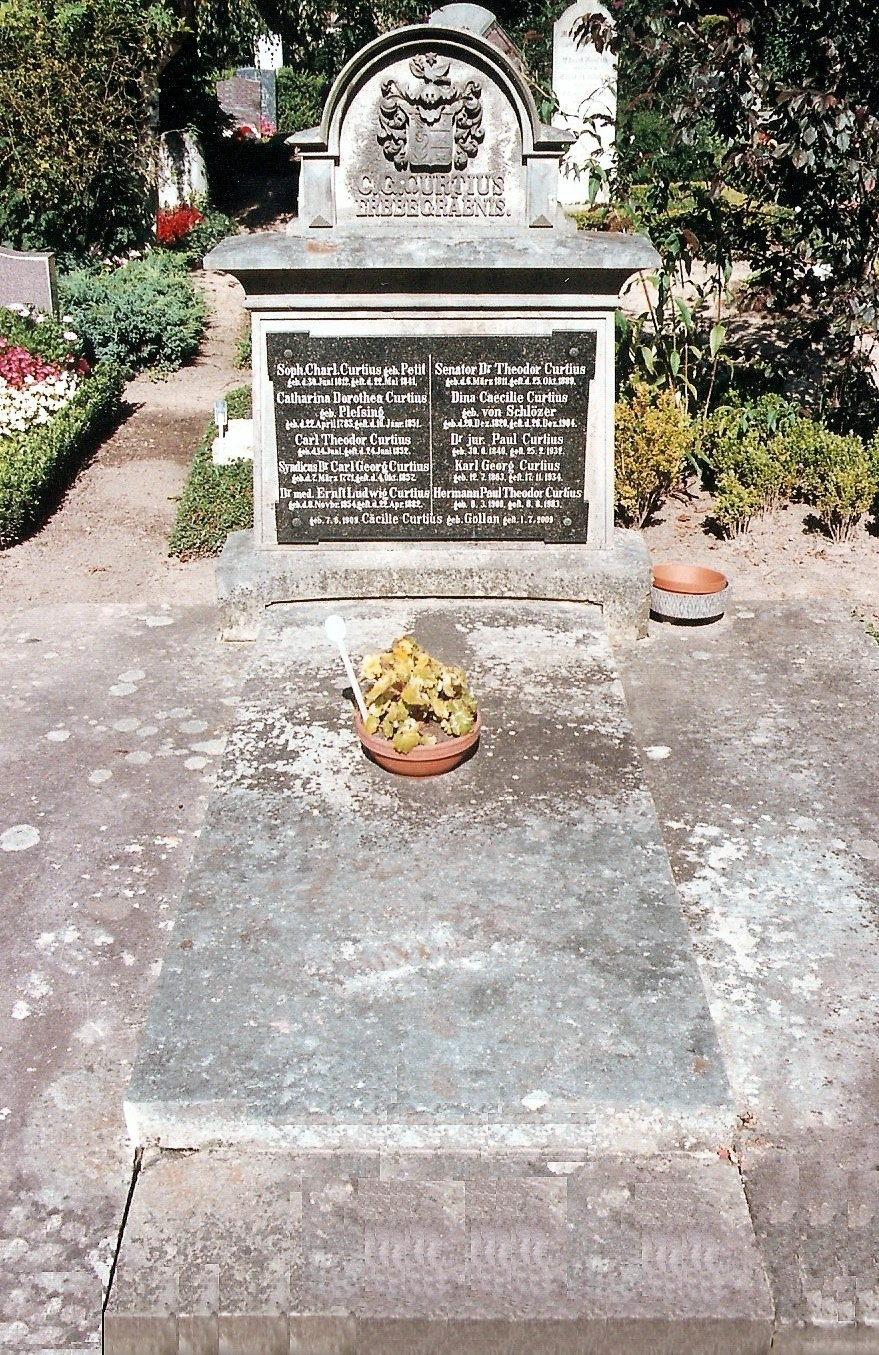
Erbbegräbnis des Lübecker Zweigs der Familie Curtius auf dem Burgtorfriedhof

Curtius engagierte sich im Kreis um Christian Adolph Overbeck seit 1794 in der Gesellschaft zur Beförderung gemeinnütziger Tätigkeit auch in verschiedenen Vorsteherämtern. Ein besonderes Anliegen war ihm beruflich wie im Ehrenamt das Schulwesen, für das er sich in besonderem Maße einsetzte.
Seine Söhne Theodor Curtius, Ernst Curtius und Georg Curtius wurden ebenfalls bekannte Persönlichkeiten des 19. Jahrhunderts.

## Schriften
- mit Karl Rechlin: Demetrius. Jena 1792 (Digitalisat)
- De rei vindicatione iure Lubecensi arctis ad med. limitis circum scripto. Jena 1794
- Nachrichten von der Lübecker Gesellschaft zur Beförderung Gemeinnütziger Tätigkeit. Lübeck 1799